# .gg
.gg è il dominio di primo livello nazionale assegnato a Guernsey.
La registrazione è gestita da Island Networks, che si occupa anche del dominio .je.
Il dominio è diventato popolare tra i siti di esport in quanto abbreviazione di good game.